# Подгора (Хорватия)

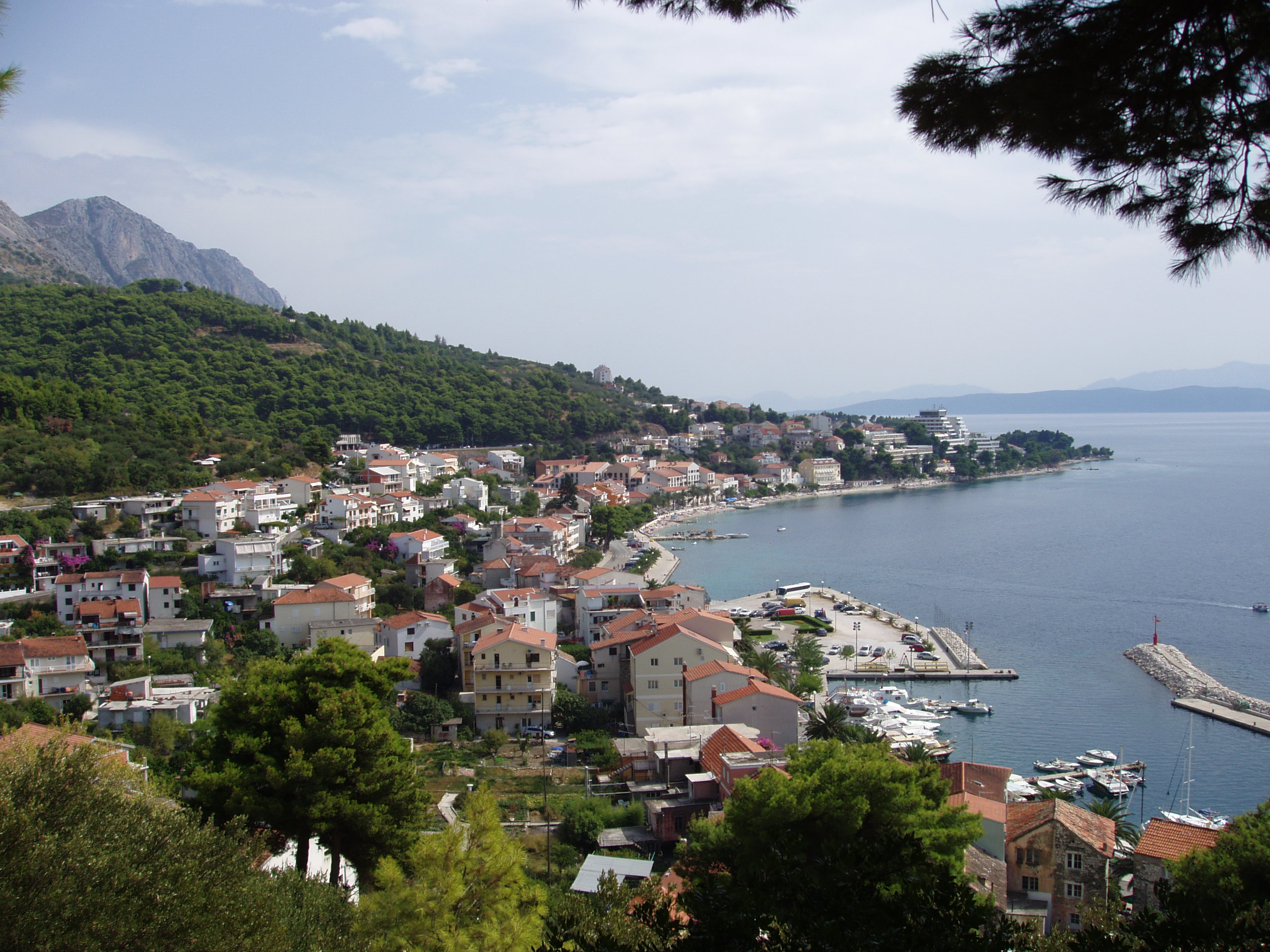
Подгора

По́дгора — курортный посёлок и одноимённая община на Макарской ривьере, в Южной Далмации, Хорватия. Входит в состав жупании Сплит-Далмация. Подгора расположена в 7 километрах к югу от города Макарска, и в 3 км от посёлка Тучепи. Население по данным переписи 2001 года — 1 534 человек в самом посёлке и 2 884 человека в общине с центром в Подгоре. Популярный курорт. В состав общины Подгора кроме самого посёлка входит ещё 4 населённых пункта, также являющихся популярными курортами: Драшнице, Игране, Горни-Игране и Живогошче.
Как и прочие населённые пункты Макарской ривьеры Подгора сильно вытянута вдоль моря между берегом и горным массивом Биоково. От нависающих над посёлком горных склонов он и получил своё имя. Длина посёлка больше 1,5 километра, в северной части находятся яхтенные причалы и пристань, в южной части набережная идёт вдоль пляжей, на набережную выходят отели. Чуть выше проходит Адриатическое шоссе.
Впервые упомянута в XVI веке. В 1831 году в Подгоре родился Миховил Павлинович (Mihovil Pavlinović), священник, писатель и политик, один из деятелей хорватского национального возрождения XIX века.
Подгора считается местом рождения югославского флота, в 1942 году здесь был сформирован первый морской отряд югославских партизан. В честь двадцатилетия этого события в 1962 году на холме над Подгорой был возведён памятник, который неофициально известен как «Крылья чайки» (Galebova krila).
Традиционным занятием жителей Подгоры была рыбная ловля и виноградарство. В настоящее время основой экономики посёлка является туризм. В Подгоре 5 отелей, кроме того множество возможностей для частного размещения.

## Ссылки и источники

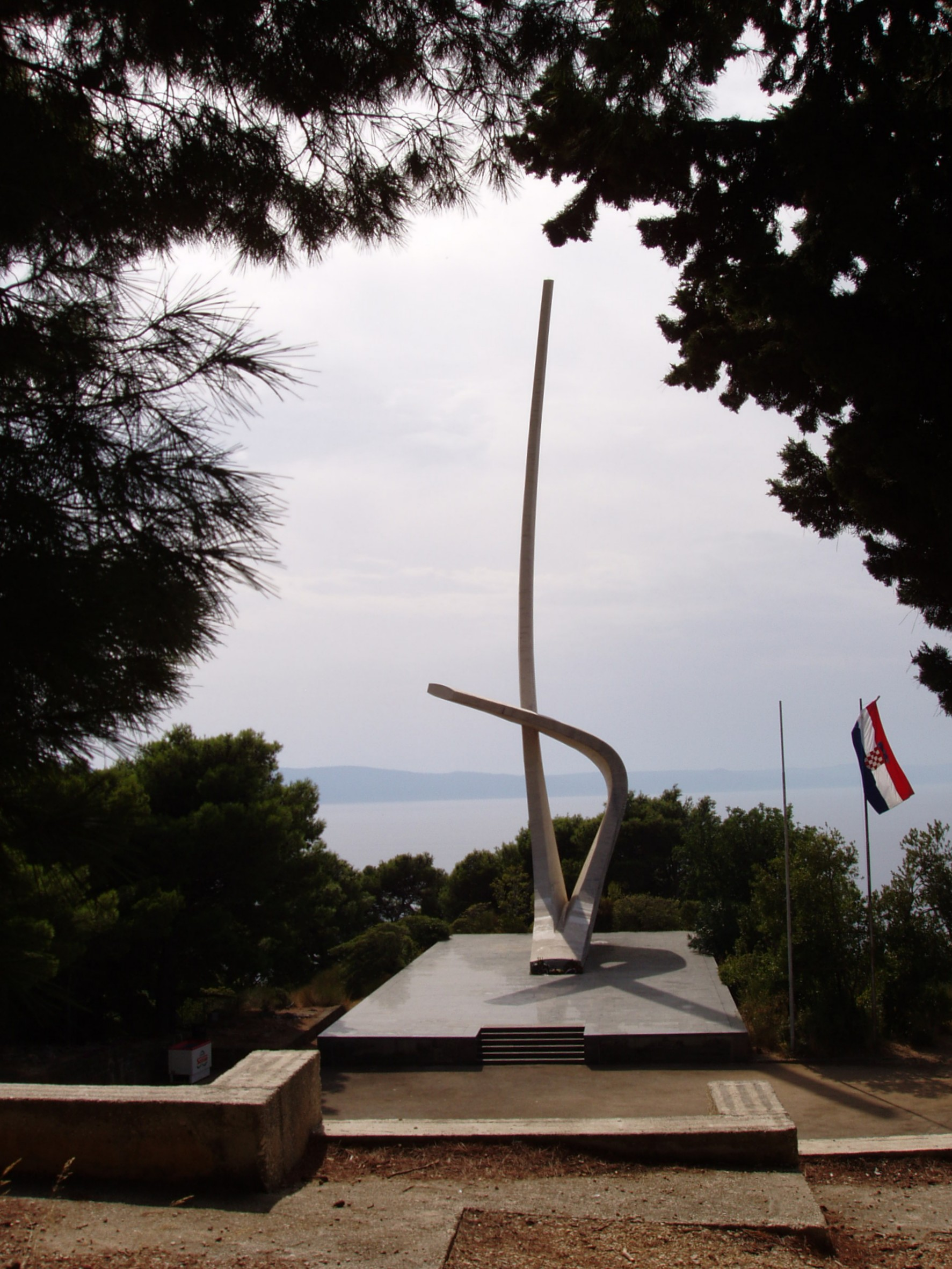
Крылья чайки
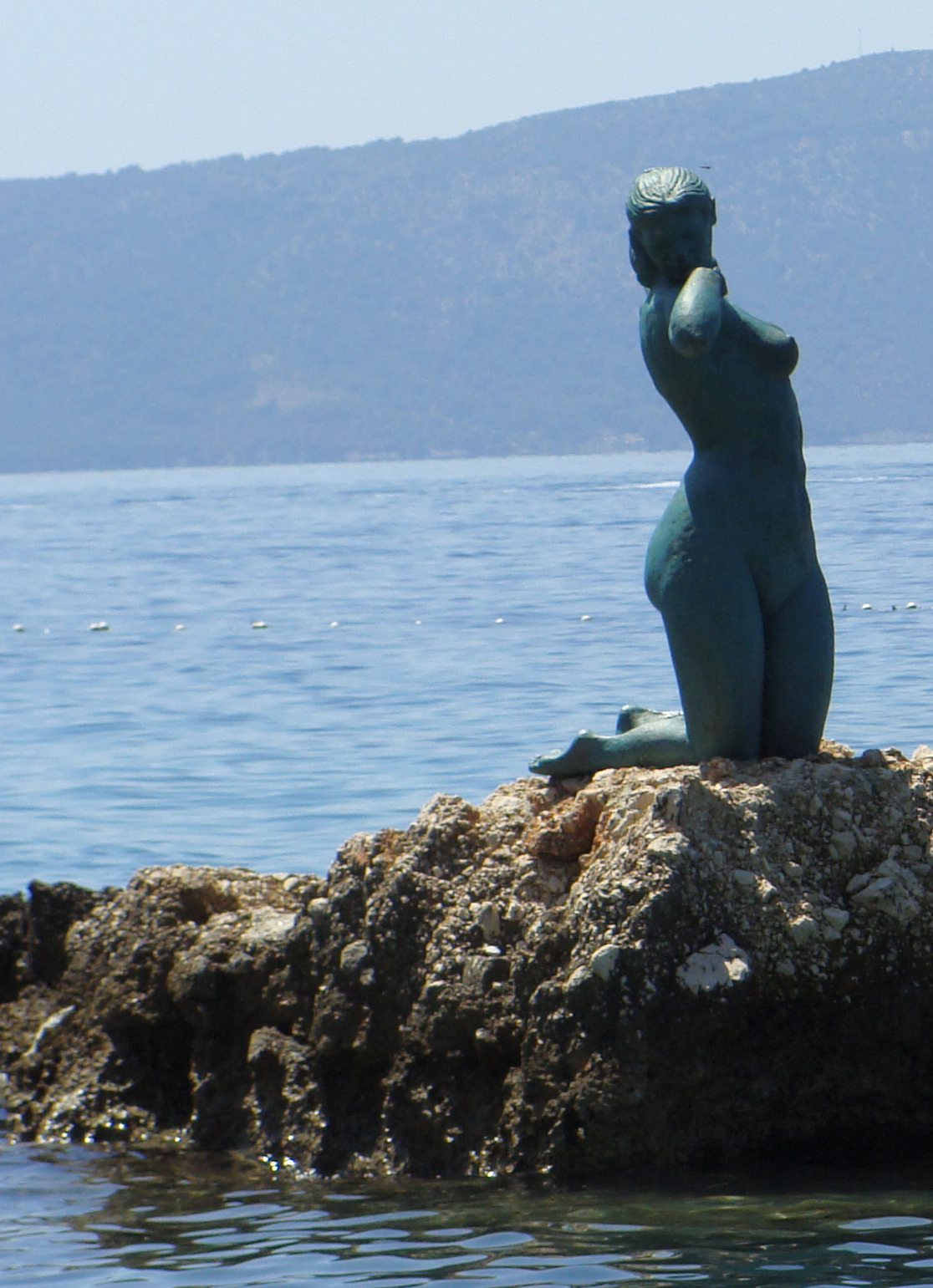
Скульптура сирены
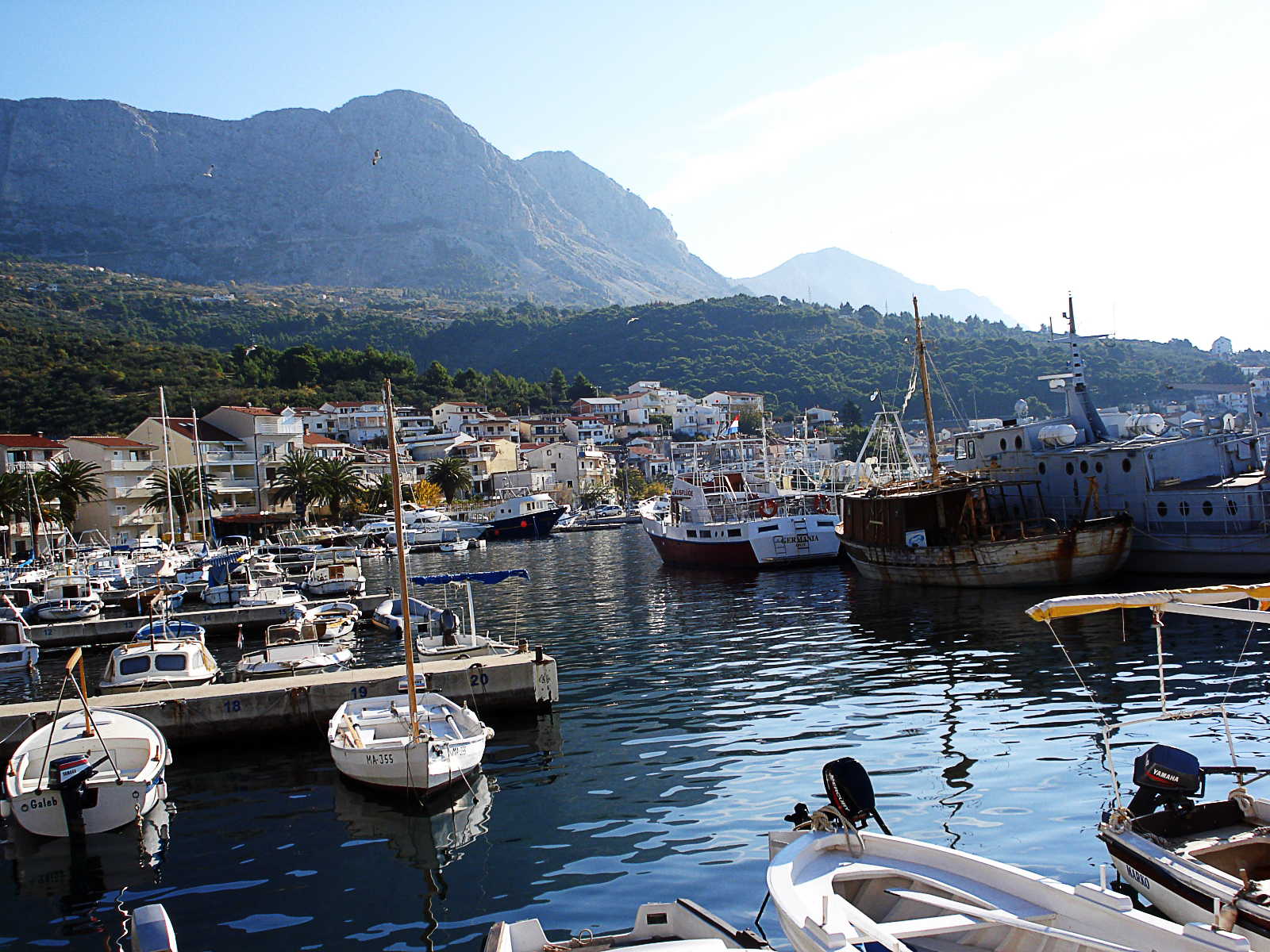
Гавань